# Olios triarmatus
Olios triarmatus là một loài nhện trong họ Sparassidae.
Loài này thuộc chi Olios. Olios triarmatus được Roger de Lessert miêu tả năm 1936.